# Die Drehscheibe
Die Drehscheibe war ein kombiniertes Ratgeber- und Boulevardmagazin des ZDF, das von 1964 bis 1982 im Vorabendprogramm lief.

## Entstehung
Die Drehscheibe entstand mit dem Umzug des ZDF von Eschborn nach Wiesbaden durch Zusammenfassen der bisherigen Ratgebersendungen. Die erste Redakteurin und langjährige Moderatorin der Drehscheibe, Rut Speer, gab der Sendung den Namen.
Die erste Sendung wurde am 1. April 1964 im Vorabendprogramm ausgestrahlt.
Das Markenzeichen war eine sich drehende kreisrunde Scheibe mit dem Buchstaben „d“ –  entsprechend der für das ZDF damals wie heute gebräuchlichen, durchgängigen Beschriftung aus Kleinbuchstaben. Diese Scheibe befand sich in der Studiokulisse und wurde, auf vertikaler Achse gelagert, via Keilriemen angetrieben. Ursprünglich hat sie ein Mitarbeiter im Hintergrund mit einer Kurbel in Gang gesetzt, später setzte man einen Elektromotor ein. Der Vor- und der Abspann zeigten diese Scheibe in Großaufnahme, wobei ihr Antrieb auch schon einmal ausfiel. Die dazugehörige Erkennungsmelodie, ein swingender Bläsersatz aus Trompeten und Posaunen ähnlich dem Tusch für die Tagesschau, geschrieben von Klaus Doldinger, löste in den 1970er Jahren eine bis dahin verwendete, recht eingängige, flotte Musik mit Pizzicato-Elementen ab. Mehrere gezupfte Violinen übernahmen dabei die Melodiestimme.
Die letzte Ausgabe der Drehscheibe wurde nach insgesamt 5146 Folgen am 31. März 1982 ausgestrahlt.

## Inhalt
Die Sendung befasste sich mit aktuellen Themen aus Politik, Wirtschaft und Gesellschaft, und es gab das Fenster für regionale Nachrichten Aus den Ländern. Zum Ratgeberteil gehörten beispielsweise ein gelegentlicher Autotest, im Spätherbst das Vorstellen der neuesten Wintersportgeräte und regelmäßige Auftritte der Fernsehköche Ulrich Klever im Zeitraum 1967 bis 1973, später Max Inzinger, der mit den Worten „Ich habe da schon etwas vorbereitet“ in kürzester Zeit die Zubereitung verschiedener Speisen vorführte. Neben Berichten über Prominente gab es auch einen Showteil, häufig mit einem Gesangskünstler im Studio. Die Sendung fand immer vor einem kleinen Studiopublikum statt.
Wurde Die Drehscheibe in den 1960er Jahren noch von einem einzelnen Moderator präsentiert, so führten ab den 1970er Jahren immer zwei Moderatoren durch die jeweilige Sendung.

## Moderatoren
| Moderator              | Einstieg | Ausstieg          |
| ---------------------- | -------- | ----------------- |
| Christina Ellgaard     | 1973     | 1979              |
| Roderich Frantz        | 1973     | 1982              |
| Norbert Grundmann      | 1973     | 1982              |
| Oldwig Jancke          | 1968     | 1982              |
| Horst Kalbus           | 1973     | 1979              |
| Gerd Mausbach          | 1973     | 1979              |
| Ulrike von Möllendorff | 1973     | 1979              |
| Helge Philipp          | 1972     | 1982              |
| Christof Schade        | 1973     | 1977              |
| Renate Schramm         | 1973     | 1973              |
| Rut Speer              | 1964     | 1975              |
| Gerd Uhde              | 1973     | 1979              |
| Christine Westermann   | 1972     | 1973 u. 1976–1982 |
| Dieter Zimmer          | 1972     | 1973              |
| Dieter Busch           | 1974     | 1977              |
| Rainer Hirsch          | 1975     | 1979              |
| Peter Nemec            | 1976     | 1982              |
| Sissy de Mas           | 1978     | 1982              |
| Walter Mischo          | 1978     | 1982              |
| Monika Zipp            | 1978     | 1979              |
| Ulrich Craemer         | 1980     | 1982              |

## Nachfolgesendung
Am 1. April 1982 ging die tele-illustrierte auf Sendung. Wie schon Die Drehscheibe war auch die Nachfolgesendung ein Magazin, das die Zuschauer informieren und gleichzeitig unterhalten wollte. Vieles wurde aus der Drehscheibe übernommen, so wurden auch hier tagesaktuelle Themen noch stärker in den Vordergrund geholt; es gab Nachrichten aus den Bundesländern, viele Servicethemen und ebenfalls am Ende der Sendung einen Musikteil. Die Moderatoren Helge Philipp, Peter Nemec und Ulrich Craemer moderierten auch die tele-illustrierte, während Walter Mischo 1983 als Studioredakteur in die neue Nachrichtensendung heute-aus den Ländern wechselte.

## Sonstiges
Der Moderator Alfred Biolek kam 1963 zum ZDF und wechselte dann einige Zeit später von seiner Tätigkeit als Jurist im ZDF-Verwaltungsrat in die Redaktion der Drehscheibe, wo er einige Jahre später als Nachfolger von Karlheinz Rudolph auch Redaktionsleiter wurde. Ihm folgte am 1. April 1968 Oldwig Jancke, der bis zum Ende der Drehscheibe 1982 der Verantwortliche in der Redaktion blieb.
Die seit 1998 laufende ZDF-Sendung drehscheibe war als Renaissance der Sendung Die Drehscheibe geplant, hat aber ein verändertes Konzept.